# IMI 네게브

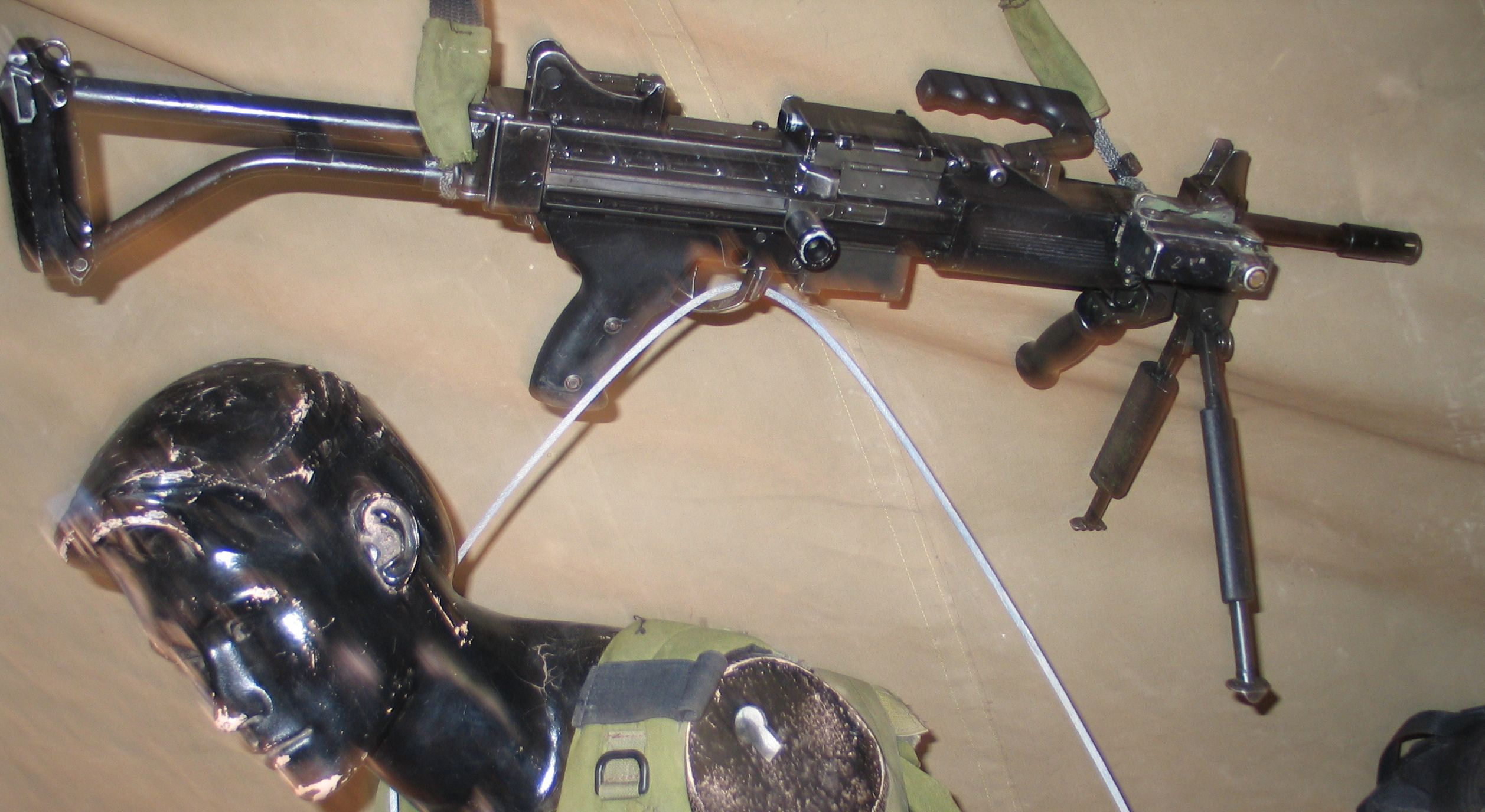
네게브 코만도

IWI 네게브(IMI 네게브)는 Israeli Wearmon Industries(IWI)가 개발한 5.56mm Galil ARM을 대체하는 5.56 mm NATO탄을 사용하는 탄띠급탄식 경기관총이다. 이스라엘에서 개발하였으며 분대지원화기로 많이 쓰인다. 이스라엘 전군의 표준 경기관총으로 보급 중이다. 탄창으로부터의 급탄도 지원한다. 사막의 극한 기후에서도 신뢰성, 정확도가 높다. 일반군이나 특수부대 둘 다 사용이 가능할 정도의 작은 크기에 방탄복 관통 능력을 가지고 있다.
현재 디자인은 1995년에 확정되었으며 1996년부터 실전테스트에 들어갔다. 1997년 이스라엘군에 도입이 확정되었다. 중량은 7.5 kg이고, 150발 탄약통 장착시 2.1kg가 추가된다. 가스작동식 오픈볼트 방식으로 작동하며 최고 분당 1,000발 발사가 가능하다.

## 같이 보기
- 기관총 목록
- K3 기관총
- M249 경기관총